# Josef Houben
Heinrich Hubert Maria Josef Houben (* 27. Oktober 1875 in Waldfeucht, Rheinland; † 28. Juni 1940 in Tübingen) war ein deutscher Chemiker. Er erweiterte die von Theodor Weyl begründete vielbändige Reihe „Methoden der Organischen Chemie“, die als Houben-Weyl bekannt und ein Standardwerk der organischen Chemie ist.

## Leben
Ab 1894 studierte Josef Houben an der Rheinischen Friedrich-Wilhelms-Universität in Bonn die Fächer Mathematik und Astronomie. Unter dem Einfluss von August Kekulé wechselte er zum Fach Chemie. 1898 wurde er als Schüler von Julius Bredt promoviert. Nach Assistentenjahren in Aachen und Bonn ging er nach Berlin, wo er am Institut Emil Fischers arbeitete. Er habilitierte sich im Jahre 1908. Im Ersten Weltkrieg wurde er mehrfach verwundet, dann als Leiter von Kriegslaboratorien und -wirtschaftsstellen eingesetzt und war von 1917 bis 1919 mit dem Titel „Professor“ Assistent des Technologischen Instituts der Universität Berlin. 1921 wurde er, unter gleichzeitiger Ernennung zum außerordentlichen Professor an der Universität, an die Biologische Reichsanstalt für Land- und Forstwirtschaft in Berlin-Dahlem berufen, wo er bis zu seinem Ruhestand 1933 arbeitete.
Während seiner Arbeit in der Biologischen Reichsanstalt verbesserte Houben die bereits bekannte Hoesch-Reaktion, die heute Houben-Hoesch-Reaktion genannt wird. Dabei werden mehrwertige Phenole mit Nitrilen und Chlorwasserstoff zu Hydroxyketimiden umgesetzt, die sich zu Hydroxyketonen hydrolysieren lassen.
1931 wurde ihm von der Technischen Hochschule Dresden der Ehrendoktortitel verliehen.

## Veröffentlichungen (Auswahl)
- Fortschritte der Heilstoff-Chemie. Walter de Gruyter & Co., Berlin 1877 ff.
  - Erste Abteilung: Das Deutsche Patentschriftwesen. 6 Bände. 1877–1928.
  - Zweite Abteilung: Die Ergebnisse der wissenschaftlichen Literatur. Mit Eduard Pfankuch. 4 Bände. 1930 ff.